# 3071 км
3071 км — железнодорожный разъезд (тип населённого пункта) в Барабинском районе Новосибирской области. Входит в состав Щербаковского сельсовета.

## Топоним
До 2017 года официальное название — Остановочная Платформа 3071 км, позже изменено, как и у других НП, областным законом (исключены слова «остановочная платформа»).

## География
Находится вблизи административной границы с Куйбышевским районом Новосибирской области.
Площадь населённого пункта — 1 гектар

## История
Населённый пункт появился при строительстве железной дороги. В селении жили семьи тех, кто обслуживал железнодорожную инфраструктуру разъезда.

## Население
| 2002 | 2007 | 2010 |
| ---- | ---- | ---- |
| 27   | ↘14  | ↘8   |

## Инфраструктура
В населённом пункте по данным на 2007 год отсутствовала социальная инфраструктура.
Путевое хозяйство Западно-Сибирской железной дороги. 

## Транспорт
Автомобильный (просёлочные дороги) и железнодорожный транспорт. Действует остановочный пункт 3071 км (код 833675).